# Terralba
Terralba (sardisk: Terràba) er en by og en kommune (comune) i provinsen Oristano i regionen Sardinien i Italien. Byen ligger i 12 meters højde og har 10.257 indbyggere (2016). Kommunen har et areal på 49,8 km² og grænser til kommunerne Arborea, Arbus, Guspini, Marrubiu, San Nicolò d'Arcidano og Uras.